# Ulrike Rosenbach

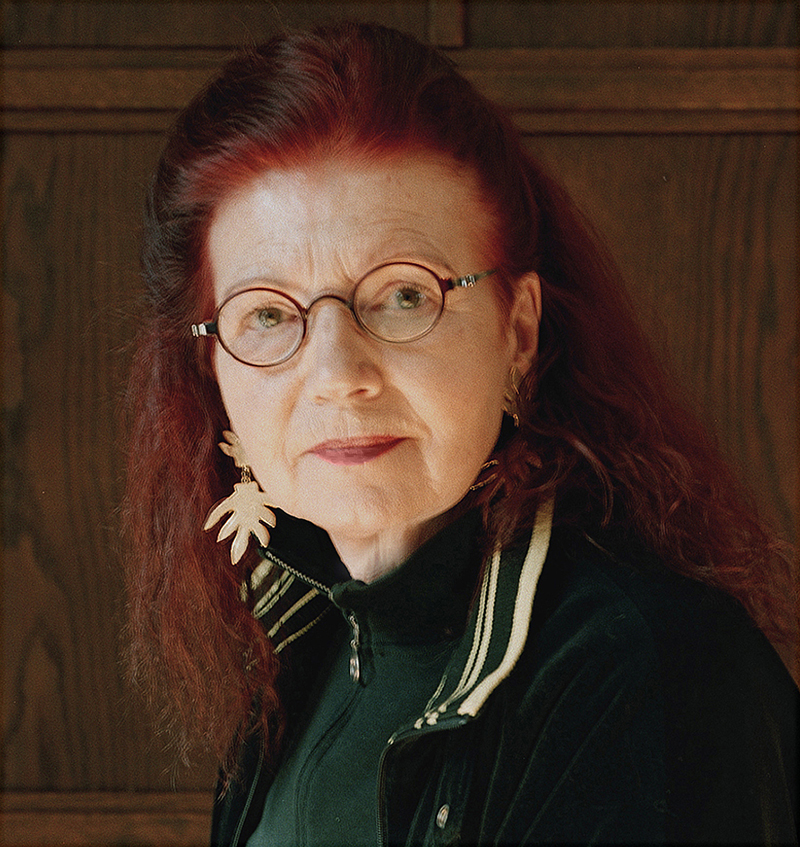
Ulrike Rosenbach (2013)

Ulrike Rosenbach (* Anfang Januar 1943 in Bad Salzdetfurth bei Hildesheim) ist eine deutsche Künstlerin und Kunstprofessorin. Sie zählt zu den ersten Künstlern, die sich der Videokunst als Medium der künstlerischen Aussage bedienten.

## Leben
Von 1964 bis 1970 durchlief sie eine Ausbildung zur Bildhauerin an der Kunstakademie Düsseldorf u. a. bei den Professoren Norbert Kricke und Joseph Beuys, dessen Meisterschülerin sie wurde. 1970 legte sie im Fach Kunsterziehung ihr erstes Staatsexamen ab, zwei Jahre später das zweite, worauf ihre Anstellung als Studienrätin im Schulbetrieb folgte. Etwa zur gleichen Zeit nahm sie ihre Arbeit als freischaffende Künstlerin in Düsseldorf auf. 1971 trat sie mit ersten Videoarbeiten, Performances und Kunst-Aktionen an die Öffentlichkeit, erste Galerieausstellungen folgten. Zusammen mit Klaus vom Bruch und Marcel Odenbach bildete sie in den 1970er Jahren die Produzentengruppe ATV.
1973/74 trat Ulrike Rosenbach in New York City mit der Performance Isolation is transparent auf. In den Jahren 1975/1976 folgte ein Lehrauftrag für Feministische Kunst und Medienkunst am California Institute of the Arts in Valencia (Kalifornien)/LA. Nach Deutschland zurückgekehrt, lebte und arbeitete sie zunächst als freischaffende Künstlerin in Köln, wo sie eine Schule für Kreativen Feminismus gründete. In den Jahren 1977 und 1987 nahm sie an der documenta in Kassel teil. Danach folgten Lehraufträge und Gastprofessuren an etlichen europäischen Instituten, u. a. an den Kölner Werkschulen, der Hochschule der Künste Berlin, der Hochschule für Angewandte Kunst Wien und der Universität Utrecht. Arbeitsreisen und -aufenthalte führten sie nach Italien, Kanada, USA, Australien und Asien.
1989 erhielt Rosenbach eine Professur für Neue Künstlerische Medien an der Hochschule der Bildenden Künste Saar in Saarbrücken, deren Rektorin sie in den Jahren 1990–1993 war. Im Juli 2007 wurde sie von der Hochschule emeritiert. Sie lebt und arbeitet heute als freischaffende Künstlerin im Großraum Köln / Bonn. Von 2012 bis 2018 war Rosenbach Präsidentin des deutschen Künstlerinnenverbandes GEDOK.
Seit 2016 ist Rosenbach Mitglied der Akademie der Künste (Berlin).
Ihre Videos befinden sich u. a. in den Sammlungen des Video-Forum des n.b.k., Berlin, sowie im Archiv der Stiftung imai, Düsseldorf.

## Auszeichnungen / Preise
- 1977 Förderpreis des Landes Nordrhein-Westfalen für junge Künstlerinnen und Künstler
- 1996 Kunstpreis des Saarlandes, wichtigster saarländischer Kulturpreis
- 2001 August-Macke-Medaille der Stadt Bonn
- 2004 Gabriele Münter Preis
- 2011 Künstlerinnenpreis des Landes Nordrhein-Westfalen[6]
- 2012 Rheinischer Kunstpreis

## Einzelausstellungen (Auswahl)
- 1972 Galerie Ernst (Hannover)
- 1980 Stedelijk Museum (Amsterdam)
- 1981 Galerie Stampa (Basel)
- 1983 Institute of Contemporary Art (Boston)
- 1984 Galerie Magers (Bonn)
- 1985 Oldenburger Kunstverein
- 1986 Galerie Meier-Hahn (Düsseldorf)
- 1989 Art Gallery of Ontario (Toronto)
- 1990 Stadtgalerie Saarbrücken
- 1993 Galerie March (Stuttgart)
- 1995 Weißer Raum (Hamburg)
- 1997 Bundeskunsthalle (Bonn), Kunstverein Heilbronn, Museum Schloss Arolsen (Bad Arolsen)
- 1998 Altes Rathaus (Göttingen), Kunsthaus Erfurt
- 1999 Rheinisches Landesmuseum Bonn, Staatliches Museum Schwerin
- 2001 Wasserturm Eutin
- 2002 Galerie March (Stuttgart), Bellevue-Saal (Wiesbaden), Frauenmuseum Bonn
- 2003 Gal.ARTintern (Köln)
- 2004 DA2 Domus Artium 2002 (Salamanca, Span.)
- 2005 Kunsthalle Bremen
- 2006 Pixelgallery (Budapest)
- 2007 Moderne Galerie (Saarbrücken)
- 2010 Galerie Meier-Hahn (Düsseldorf)
- 2014 Ulrike Rosenbach: Weiblicher Energie-Austausch, LVR-Landesmuseum Bonn[7]
- 2023 ZKM (Karlsruhe): heute ist morgen

## Gruppenausstellungen (Auswahl)
- 1978 Deutscher Künstlerbund: 26. Jahresausstellung Berlin. Abstraktion des Raumes., Neue Nationalgalerie, Berlin.
- 1989 37. DKB-Jahresausstellung: Durchsicht. Ansicht. Stadtgalerie im Sophienhof, Kiel.[8]
- 2012 Bilder gegen die Dunkelheit. Videokunst aus dem Archiv des imai im KIT, Kunst im Tunnel, Düsseldorf.
- 2015 Feministische Avantgarde der 1970er-Jahre. Werke aus der Sammlung Verbund, Wien, Hamburger Kunsthalle.[9]
- 2017 WOMAN. Feministische Avantgarde der 1970er-Jahre aus der Sammlung Verbund, MUMOK, Wien.[10]
- 2017–2018 Feministische Avantgarde der 1970er-Jahre aus der Sammlung Verbund, Wien.[11] Zentrum für Kunst und Medien, Karlsruhe.[12]
- 2019 Feminist Avant-garde / Art of the 1970s SAMMLUNG VERBUND Collection, Vienna, The Brno House of Arts, Brünn.[13]
- 2020 Wo Kunst geschehen kann. Die frühen Jahre des CalArts, Kunsthaus Graz.[14][15]
- 2024 20 Jahre SAMMLUNG VERBUND, Albertina, Wien[16]